# Pyrinia mimicaria
Pyrinia mimicaria är en fjärilsart som beskrevs av Walker 1863. Pyrinia mimicaria ingår i släktet Pyrinia och familjen mätare. Inga underarter finns listade.